# Svete planine Kine
Svete planine Kine se dijele u dvije skupine, jednu povezanu s taoizmom i drugu povezanu s budizmom. Grupa povezana s taoizmom je poznata kao Pet velikih planina (kin.五岳 五嶽 Wǔ yuè): Sjeverni Hengshan, Južni Hengshan, Huashan, Songshan i Taishan; dok je skupina vezana za budizam poznata kao Četiri svete planine budizma (kin. 四大佛教名山 Sì dà Fó jiào Míng shān): Emeishan, Jiuhuashan, Putuoshan i Wutaishan. 
Svete planine za obje su skupine važno odredište hodočašća. 

## Vanjske poveznice
- chinaonyourmind.com  Arhivirana inačica izvorne stranice od 27. veljače 2005. (Wayback Machine)
- sacredsites.com
- Google Earth Map of both Five and Four Sacred Mountains KMZ File[neaktivna poveznica]
- Religion and the environment in China, 中国的宗教与环境 - chinadialogue article, why the five sacred mountains survive in a good ecological state  Arhivirana inačica izvorne stranice od 31. svibnja 2016. (Wayback Machine)
- A Report on the Nine Sacred Mountains